# Elaphoglossum amplissimum
Elaphoglossum amplissimum är en träjonväxtart som först beskrevs av Fée, och fick sitt nu gällande namn av Christ. Elaphoglossum amplissimum ingår i släktet Elaphoglossum och familjen Dryopteridaceae. Inga underarter finns listade.